# Алфавитная синтагма

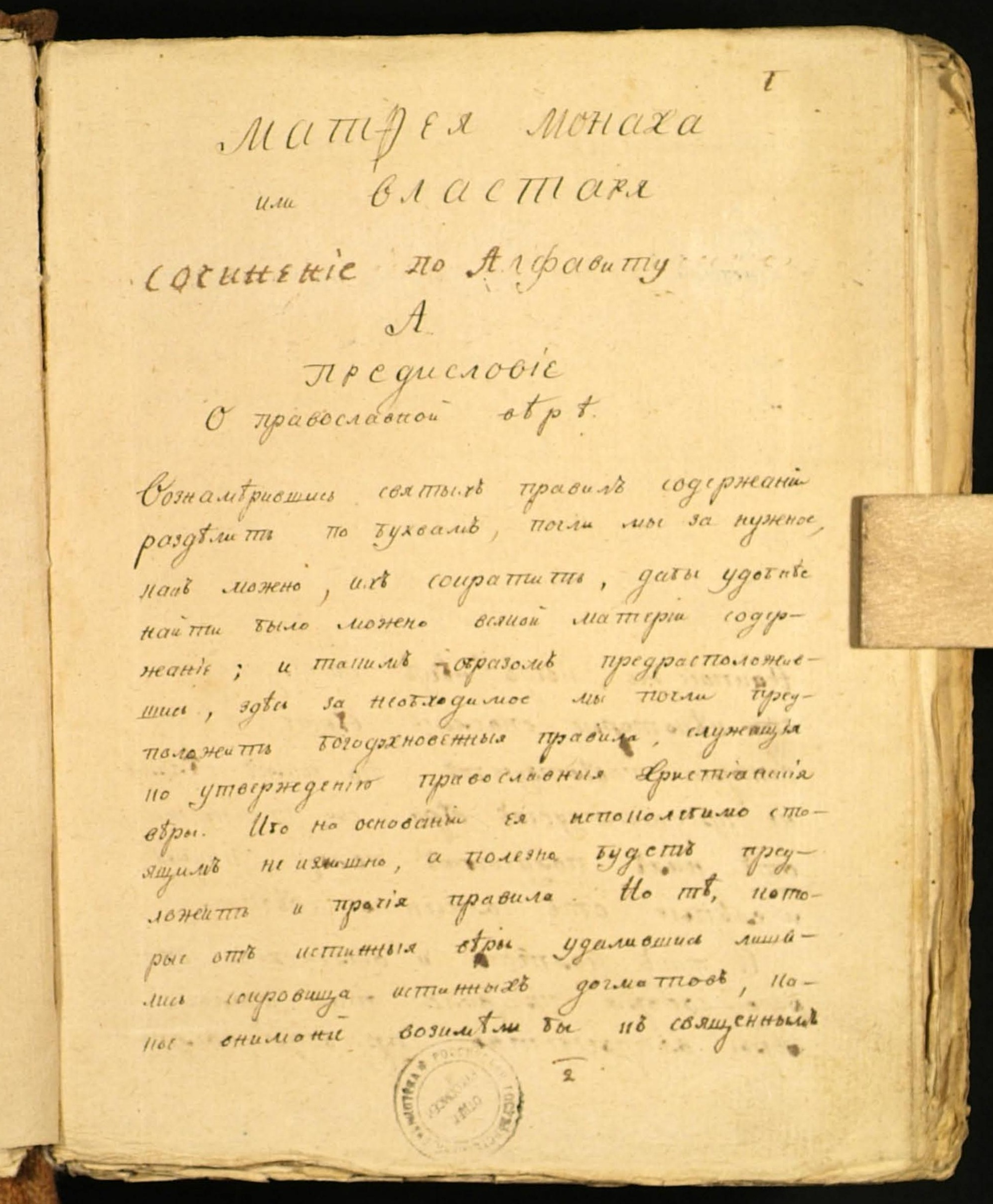
Алфавитная синтагма Матфея Властаря. Рукопись конца XVIII века, перевод с греческого языка — Василий Сергиевский

Алфави́тная синта́гма (греч. Σύνταγμα κατὰ στοιχεῖον) — словарь церковного права, составленный в 1335 году византийским канонистом Матфеем Властарем.
Сборник состоит из 24-х разделов по числу букв греческого алфавита, что и дало ему название «Алфавитная синтагма». В него включены как нормы церковного права, так и светские законы. Матфей Властарь, составляя синтагму, имел целью изложить все существующие каноны церкви, соборные определения Константинопольского патриархата, указы патриарха и т. п. В каждом разделе в отдельной главе приводится предмет регулирования и к нему подборка канонов и законов. Всего насчитывается 303 главы. В предисловии к работе им был дан краткий обзор истории церковного и светского права, начиная с древнеримского периода. Приводя нормы церковного права, Матфей, в ряде случаев, дословно повторял сделанные к ним толкования Иоанна Зонары и Феодора Вальсамона, но не приводил ссылок на них. Согласно указанию самого Матфея, данному им в «Синтагме», он «сократил и облегчил путь, ведущий к уразумению правил, и отнял предлог к отговорке у тех, которым не хочется заняться их изучением».
Сборник стал весьма популярным, в 1346 году его перевели на славянский язык по указанию царя Стефана Душана. В это же время была создана сокращённая редакция «Алфавитной синтагмы». Из Сербии «Синтагма» попала в Болгарию, а затем в Валахию и Молдавию. Однако в славянском переводе греческие слова начинались на другие буквы, и структура сборника нарушалась.
По заказу царя Ивана Грозного в середине XVI века в Молдавии был сделан перевод «Синтагмы» на славянский язык, но рукопись попала в львовский монастырь Онуфрия Великого и не была доставлена в Москву. В конце XVII века по благословению патриарха Адриана был сделан перевод «Синтагмы» на славянский язык, а в 1783—1794 году диакон Василий Сергиевский сделал её перевод на русский язык. В 1889 году священник Николай Ильинский сделал новый перевод «Синтагмы» с греческого языка на русский, в котором разместил главы в алфавитном порядке с учётом перевода греческих терминов на русский язык.